# 랑겐로어

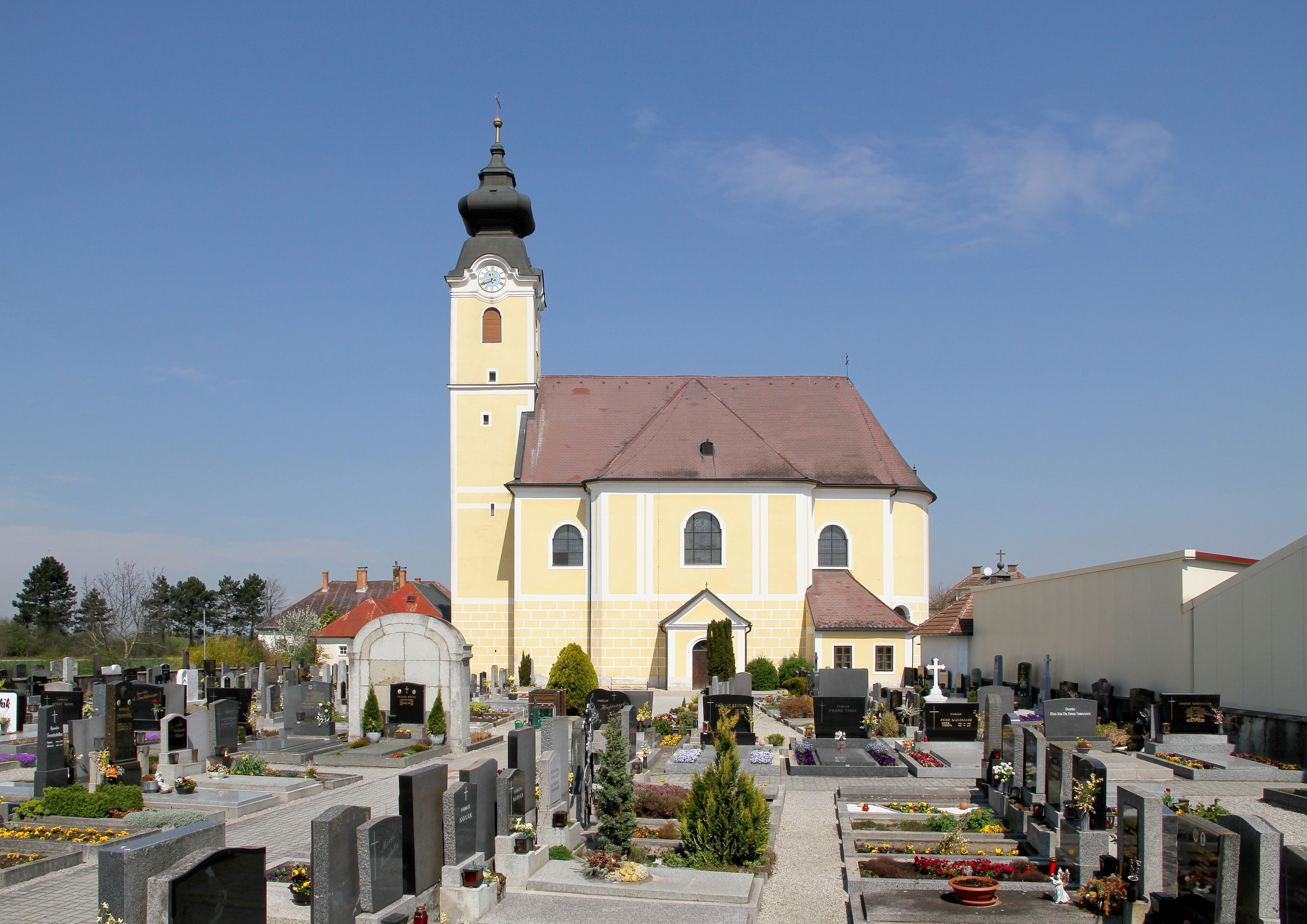
랑겐로어

랑겐로어(독일어: Langenrohr)는 오스트리아 니더외스터라이히주에 위치한 도시로 면적은 22.57km2, 높이는 182m, 인구는 2,346명(2016년 1월 1일 기준), 인구 밀도는 100명/km2이다.

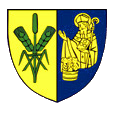
시 문장

## 인구
| 연도 | 인구  | ±%     |
| ---- | ----- | ------ |
| 1971 | 1,148 | —      |
| 1981 | 1,521 | +32.5% |
| 1991 | 1,674 | +10.1% |
| 2001 | 2,000 | +19.5% |